# NGC 6704
NGC 6704 é um aglomerado estelar aberto na direção da constelação do Estudo. Foi descoberto pelo astrônomo alemão Friedrich August Theodor Winnecke em 1854. Devido a sua moderada magnitude aparente (+9,2), é visto mesmo com pequenos telescópios amadores ou com equipamentos maiores.